# Franco Mazurek
Franco Eduardo Mazurek (Puerto Rico, 24 settembre 1993) è un calciatore argentino, centrocampista del Dep. Copiapó.

## Caratteristiche tecniche
È un trequartista che può giocare come ala sinistra.